# 克盧斯巴赫河 (比爾斯河支流)
47°28′04″N 7°36′05″E / 47.46767°N 7.60151°E
克盧斯巴赫河是瑞士的河流，位於該國西北部，流經巴塞爾鄉村州，屬於比爾斯河的支流，河道全長3公里，流域面積3.8平方公里，河口處在埃施。